# Micryletta
Micryletta là một chi động vật lưỡng cư trong họ Nhái bầu, thuộc bộ Anura.

## Các loài
| Danh pháp và Tác giả                                                                               | Tên thông thường                                                                              |
| -------------------------------------------------------------------------------------------------- | --------------------------------------------------------------------------------------------- |
| Micryletta aishani (Das, Garg, Hamidy, Smith, and Biju, 2019)                                      | Northeast Indian Paddy Frog                                                                   |
| Micryletta dissimulans Suwannapoom, Nguyen, Pawangkhanant, Gorin, Chomdej, Che, and Poyarkov, 2020 | Camouflaged Paddy Frog                                                                        |
| Micryletta erythropoda (Tarkhnishvili, 1994)                                                       | Mada Paddy Frog                                                                               |
| Micryletta immaculata Yang and Poyarkov, 2021                                                      | Hainan Paddy Frog                                                                             |
| Micryletta inornata (Boulenger, 1890)                                                              | Deli Paddy Frog, False Ornate Narrow-mouthed Frog, Deli Little Pygmy, Inornate Froglet        |
| Micryletta lineata (Taylor, 1962)                                                                  |                                                                                               |
| Micryletta nigromaculata (Poyarkov, Nguyen, Duong, Gorin and Yang, 2018)                           | Black-spotted Paddy Frog                                                                      |
| Micryletta steinegeri (Boulenger, 1909)                                                            | Stejneger's Paddy Frog, Stejneger's Narrow-mouthed Toad, Paddy Frog, Taiwan Little Pygmy Frog |
| Micryletta sumatrana (Munir, Hamidy, Matsui, Kusrini and Nishikawa, 2020)                          |                                                                                               |